# Gran Premio Repubblica Italiana
Il Gran Premio Repubblica Italiana è un Gran Premio di Formula 1 non valido per il Campionato mondiale disputatosi in un'unica edizione il 18 giugno 1972 all'Autodromo di Vallelunga vicino a Roma.
La gara, sulla distanza di ottanta giri, fu vinta da Emerson Fittipaldi su Lotus-Ford che conquistò anche pole position e giro più veloce. Il podio venne completato da due piloti italiani: Andrea de Adamich, secondo su Surtees-Ford e Nanni Galli, terzo con una Tecno.

## Classifica
| Pos | No | Pliota             | Team         | Giri | Tempo/Ritiro       | Griglia |
| --- | -- | ------------------ | ------------ | ---- | ------------------ | ------- |
| 1   |    | Emerson Fittipaldi | Lotus-Ford   | 80   |                    | 1       |
| 2   |    | Andrea De Adamich  | Surtees-Ford | 80   | + 28.8             | 5       |
| 3   |    | Nanni Galli        | Tecno-Ford   | 79   | + 1 giro           | 8       |
| 4   |    | Mike Beuttler      | March-Ford   | 79   | + 1 giro           | 6       |
| NC  |    | Howden Ganley      | BRM          | 59   | + 21 giri          | 2       |
| Rit |    | Henri Pescarolo    | March-Ford   | 49   | Problemi meccanici | 4       |
| Rit |    | Peter Gethin       | BRM          | 32   | Cambio             | 3       |
| NP  |    | Niki Lauda         | BRM          |      |                    | 7       |